# Georges Bourdin (football)
Pour les articles homonymes, voir Georges Bourdin et Bourdin.
Georges Bourdin, né le 27 novembre 1927 à Rennes (Ille-et-Vilaine) et mort le 3 octobre 2000 à Saint-Malo (Ille-et-Vilaine),  est un footballeur français. Il évoluait au poste d'attaquant.

## Biographie
Georges Bourdin évolue en faveur du Stade rennais, du CA Paris, et du SCO Angers.
Il dispute 11 matchs en Division 1, inscrivant huit buts, et cinq matchs en Division 2, marquant deux buts.
Il se met en évidence avec le Stade rennais, en inscrivant trois doublé en Division 1. Il marque son premier doublé le 23 septembre 1948, lors d'un déplacement à Marseille (victoire 1-3). Il marque son deuxième doublé le 20 février 1949, sur la pelouse du FC Nancy (victoire 1-2). Son dernier doublé est inscrit le 18 septembre 1949, lors d'un déplacement à Montpellier (victoire 5-6).